# هجمات سيليزيا

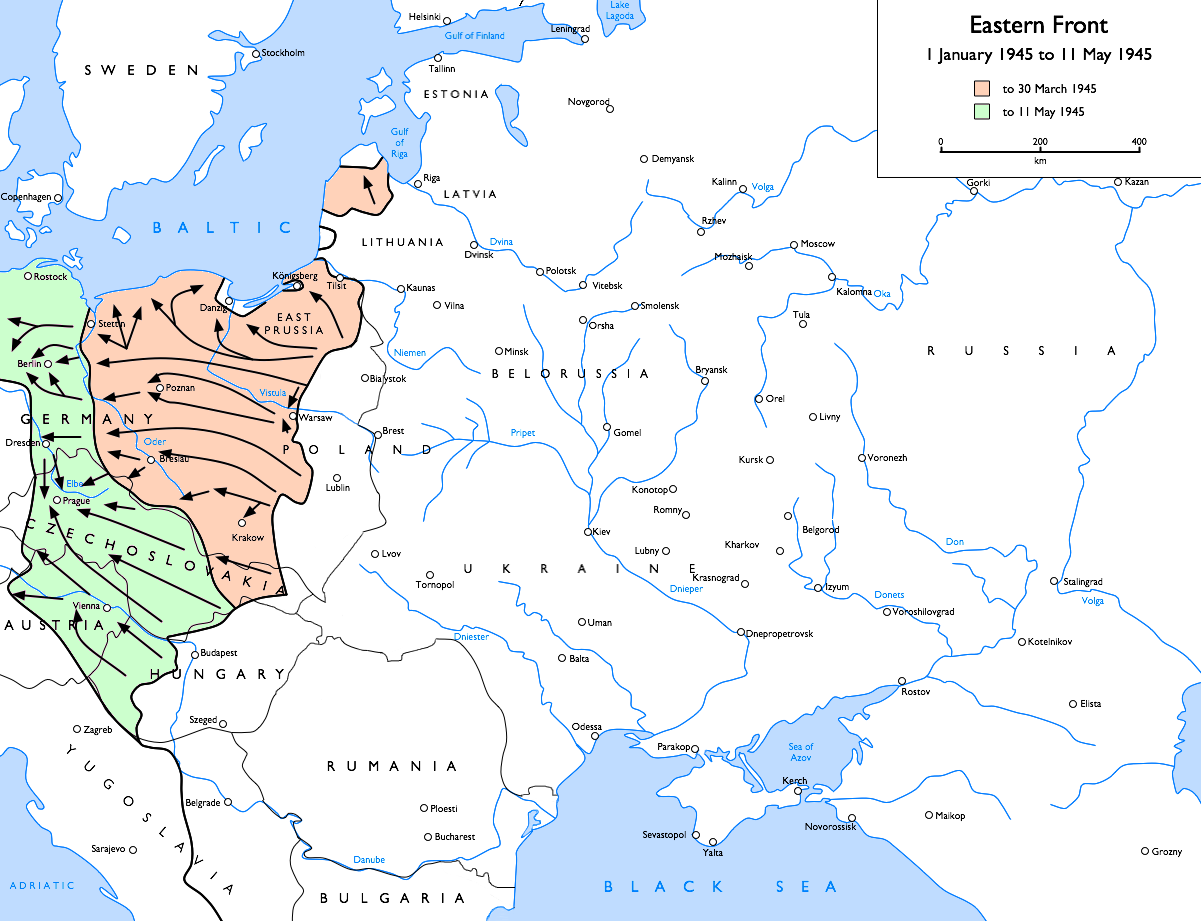
الجبهة الشرقية للحرب العالمية الثانية خلال عام 1945

هجمات سيليزيا هجمتان قام بهما الجيش الأحمر السوفيتي ضد القوات النازية على الجبهة الشرقية للحرب العالمية الثانية.

## الهجمات
هجوم سيليزيا السفلى والذي استمر خلال الفترة ما بين 8 وحتى 24 فبراير 1945 وأعقبه هجوم سيليزيا العليا خلال الفترة ما بين 15 وحتى 31 مارس 1945 والذان هدفا للهجوم على برلين من جهة الأجنحة بدلا من الهجوم من العمق مخترقا صفوف القوات الألمانية، ووفقا للمصادر السوفيتية فقد كبّد هجوم سيليزيا العليا القوات الألمانية 40,000 قتيل و14,000 أسير.
بدأت هجمات سيليزيا بعد إتمام الجبهة الأوكرانية الأولى بقيادة المارشال إيفان كونيف هجوم فيستولا - الأودر واستمرت في التقدم غربا صوب سيليزيا وذلك بغرض حماية الجناح الأيسر للجبهة البيلاروسية الأولى بقيادة المارشال غيورغي جوكوف المتقدمة بالفعل صوب برلين، في حين قامت الجبهة البيلاروسية الثانية المتمركزة شمالا بقيادة المارشال قنسطنطين روكوسوفسكي بحماية الجناح الأيمن للجبهة البيلاروسية الأولى بعد الانتهاء من هجوم بوميرانيا الشرقية.

## التأخير
تأخر الزحف السوفيتي صوب برلين والذي كان مقدّر له البدء في فبراير 1945 حتى إبريل من العام نفسه وذلك رغبة من القيادة السوفيتية في تأمين الأجنحة وذلك من خلال هجوم بوميرانيا الشرقية الناجح والذي قامت به أساسا الجبهة البيلاروسية الثانية مدعومة بعناصر من الجبهة البيلاروسية الأولى وهو الهجوم الذي استمر خلال شهري فبراير وإبريل والذي أدى إلى احتلال القوات السوفيتية لميناء مدينة شتتين الحيوي.

## الدوافع
أرجع المؤرخون أوامر جوزيف ستالين بتأخير الهجوم على العاصمة الألمانية من فبراير وحتى إبريل، وهو الأمر الذي بات محل جدل ونقاش كبيرين، إلى أحد سببين رئيسيين؛ حيث رأى البعض قدرة القوات السوفيتية على الاستمرار في الزحف باتجاه برلين خلال شهر فبراير والاستيلاء عليها بخسائر أقل كثيرا من تلك التي كلفته حتى نهاية العمليات العسكرية في مايو 1945، في حين جاء الرأي المؤيد لتعطيل الهجوم هو احتفاظ القوات الألمانية المتبقية على أطراف برلين بقدرتها على شن هجوم مضاد بعد دخول القوات السوفيتية للعاصمة الألمانية مما يزيد من أمد الحرب، وعلى العكس من ذلك بدى قرار ستالين بتعطيل الهجوم السوفيتي قرارا سياسيا في المقام الأول حيث مكنته العمليات العسكرية السابقة لغزو برلين من احتلال أجزاء من النمسا وذلك في أعقاب هجوم فيينا.

## وصلات خارجية
- (بالبولندية), Andrzej Wanderer, Piekło na Śląsku, Tygodnik Prudnicki nr 24, 2006-06-14